# Дълготрайна памет
Вторичната памет е вид памет, която може да се запази за няколко дена или до десетилетия. Тя се различава сткруктурно и функционално от кратката първична памет, която запазва информацията за около 18 секунди средно. Биологично кратката памет е временна мрежа от неврони(мозъчни клетки), които се превръщат в продължителна памет в процеса на повтаряне и значимо асоцииране. Много се знае за биологичния механизъм на продължителната памет, но процеса на потенциалното запомняне, който включва физическа промяна в структурата на невроните, което се счита за механизмът по-който първичната памет става вторична. Вторичната памет избледнява в процеса на естественото забравяне, няколко припомняния на тази информация може да са нужни, за да се затвърди във вторичната памет да се задържи за години, зависимо от дълбочината на обработването на информацията. Индивидуални припомняния може да се правят с продължителни и увеличаващи се интервали от време. За пример първо след ден, след това след седмица и след месец.

## Спане
Някои теории включват спането като важен фактор за добре организирана памет.
Според Тарновската теория, дълготрайната памет се запазва във вид на сън.

## Видове памет
Мозъкът не запомня спомените в една обединена структура, както може да се види на компютърен харддиск. Вместо това различни видове памет се запазват в различни региони на мозъка. Вторичната памет се дели на два основни вида: декларативна и абсолютна памет (процедурна).
1. Декларативната памет е тази при която съзнателно всичко е достъпно. Тя се възприема от хипокампуса и периферният кортекс за пример, но са обединени и запазени другаде.
Точното място на съхраняването е неизвестно, но се предполага, че временния кортекс е вероятен.
2. Процедурната памет е тази, която включва използването на предмети, движението на тялото като как точно да караме колело или да използваме химикал. Този вид памет се обработва и вероятно съхранява в малкия мозък.
Има много други категории на памет и видове памет, които създават интерес в изследователите.
Емоционалната памет за спомени предизвикани от събитие и провокирали определени силни емоции. Емозионалните спомени са съзнателно достъпни, но предизвикват силни несъзнателни физиологични реакции. Те имат и уникална психологическа връзка, която включва силни връзки от амигдалата до предфронталния кортекс, но много по-слаби в обратната посока.